# Tri Nations
A Tri Nations egy rögbibajnokság.

## Története
Ausztrália és Új-Zéland először 1903-ban csapott össze. Dél-Afrika 1921-ben látogatott el a két országba, de nem alakult ki semmiféle hivatalos torna úgy, mint Európában a Hat Nemzet (akkor Home Nations). A három csapat szórványosan találkozott, ami nem is meglepő a korabeli közlekedési viszonyokat tekintve. Általában 4-5 évente találkoztak. Később a dél-afrikai apartheid okozott gondot: Ausztrália 1971-92 között nem játszott Dél-Afrikában, Új-Zéland kitartott a nemzetközi bonyodalmak ellenére a nemzetközi sportéletből kitagadott Dél-Afrika mellett. Emlékezetes, hogy sok fekete-afrikai ország bojkottálta a montreali olimpiát, mert az új-zélandi válogatott 1976-ban Dél-Afrikában turnézott. A Tri Nations igazi szülője a Bledisloe Cup, melyért minden évben összecsapott a két óceániai domínium. Csak a profizmus bevezetése után született meg a torna megalapításának ötlete. Az 1995-ös nagy sikerű dél-afrikai világbajnokság után tízéves megállapodást kötött a három unió, és elindult a régóta várt torna. Az eddigi sorozatokat Új-Zéland uralta nyolc győzelmével. 2012-ben Argentína válogatottjával bővült a mezőny, így már mind a négy déli rögbi-nagyhatalom képviseli magát a tornán. 2020-ban a Koronavírus okozta helyzet miatt Dél-Afrika válogatottja távol maradt az Ausztráliában rendezett tornától, így ismét három ország vesz részt a tornán.

## Lebonyolítás
A lebonyolítás hármas körmérkőzés oda-visszavágókkal. 
A pontozás:
- győzelem 4, döntetlen 2, a vereség 0 pont
- bónuszpont jár a négy vagy több vitt célért és a kis különbségű vereségért (hét pont alatt)

## A Tri Nations győztesei
2010 - Új-Zéland,
2009 - Dél-Afrika,
2008 - Új-Zéland,
2007 – Új-Zéland,
2006 – Új-Zéland,
2005 – Új-Zéland,
2004 – Dél-Afrika, 
2003 – Új-Zéland, 
2002 – Új-Zéland, 
2001 – Ausztrália, 
2000 – Ausztrália, 
1999 – Új-Zéland, 
1998 – Dél-Afrika, 
1997 – Új-Zéland,
1996 – Új-Zéland

## A legeredményesebb játékosok

### A legjobb célszerzők
Christian Cullen (Új-Zéland) 16 cél
Joe Rokocoko (Új-Zéland) 14 cél
Doug Howlett (Új-Zéland) 13 cél

Justin Marshall (Új-Zéland) 9 cél
Stirling Mortlock (Ausztrália) 9 cél
Lote Tuqiri (Ausztrália) 9 cél
Joe Roff (Ausztrália) 8 cél

### A legjobb pontszerzők
Daniel Carter (Canterbury, Új-Zéland) 363 pont
Andrew Mehrtens (, Canterbury, Új-Zéland) 328 pont 
Matt Burke (Waratahs, Ausztrália) 271 pont
Percy Montgomery (Dél-Afrika) 210 pont